# Jimmy Hollywood
Jimmy Hollywood (titlu original: Jimmy Hollywood) este un film american de comedie polițist din 1994 regizat de Barry Levinson. Rolurile principale au fost interpretate de actorii Joe Pesci și Christian Slater. A fost lansat la 1 aprilie 1994 și a fost o bombă la box office, cu venituri de 3 milioane de dolari americani la un buget de 30 de milioane de dolari americani. Cu toate acestea, cu timpul a devenit un film idol.

## Prezentare
Jimmy Alto (Pesci) este un actor fără succes care locuiește în Los Angeles. După ce devine frustrat deoarece cariera sa este distrusă și datorită infracționalității din oraș, Jimmy, împreună cu cel mai bun prieten al său, William (Slater),  decide să ia legea în propriile sale mâini.
După ce și-a pierdut slujba de chelner, Jimmy se transformă în "Jericho", liderul unui grup de răzbunători care filmează pe casete video infractori și le trimit apoi la poliție. Jimmy se bucură de publicitate gratis, anonim, dar, în cele din urmă, poliția începe să-l urmărească, ceea ce duce la un impas tensionat la Teatrul Egiptean Grauman. 

## Distribuție
- Joe Pesci - Jimmy Alto/Jericho
- Christian Slater - William
- Victoria Abril - Lorraine de la Peña
- Robert LaSardo - ATM Robber
- Earl Billings - Police Captain
- Jason Beghe - Detectiv
- Rob Weiss - Rolul său/Director of "Urban Nomad"
- Chad McQueen - Rolul său/Audition Partner
- Barry Levinson - Rolul său/Director of "Life Story"
- Harrison Ford - Rolul său (nemenționat)